# Biggles v jižních mořích
Biggles v jižních mořích (v originále Biggles In The South Seas), je dobrodružná kniha spisovatele W. E. Johnse, jež byla poprvé vydána roku 1940. Biggles v jižních mořích je v pořadí 21. knihou ze série o dobrodruhovi a válečném pilotovi během 1. světové a 2. světové války jménem James Bigglesworth, zkráceně Biggles.
V této knize je, jak se později stane téměř pravidlem, hlavní postavou, které je věnováno nejvíce prostoru, Ginger.

## Děj

### 1.Biggles se setkává se starým známým
Biggles se po několika letech setkává se starým známým, kterému všichni přezdívají Sandy. Ten přiletěl do Londýna sehnat nějaké peníze, aby mohl zaplatit expedici, která by hledala perly. Sandy vypráví Bigglesovi příběh o tom, jak při své službě na škuneru v moři zahlédl místo, kde se nacházely obrovské perly. Jeho tehdejší kapitán byl však lotr, a chtěl si nechat vše jen pro sebe. Sandy je však jediný, kdo zná souřadnice místa, kde perly spatřil. Biggles a jeho dva přátelé, Algy a Ginger se rozhodnou, že zaplatí Sandyho expedici, a o zisk se nakonec rovným dílem všichni čtyři rozdělí. Sandy souhlasí, a tak začnou plánovat cestu do jižních moří, kde se Sandyho údajné velké perly nacházejí.

### 2.Střetnutí s Castaneillim
Biggles obstarává hydroplán, který jim poslouží mnohem lépe než loď, zatímco Sandy odjíždí s předstihem na Vaitie připravit jejich příjezd. Zde se však Sandy setkává s lotrem Castanellim, na jehož lodi sloužil když objevil perly. V potyčce je ošklivě zraněn na ruce a start expedice se tím odkládá. Mezitím se Biggles s ostatními dovídá, že Castanelli unesl chlapce jménem „Otvírač škeblí“, který Sandyho zachránil z neobydleného ostrova, a chystá se na svém škuneru Avarata na vlastní expedici za hledáním perel. Než však jeho loď vypluje, setkává se v baru na Tahiti s Bigglesem, který ho v souboji hravě přemůže a ztrapní ho před celou putykou, za což mu Castanelli slibuje odvetu.

### 3.Ginger má strach
Biggles a jeho výprava odlétají hydroplánem "Scud" na Marqueské ostrovy, konkrétně na ostrov Rutuona, domovský ostrov Otvírače škeblí. Zde se setkávají s přátelským náčelníkem jménem "Řvoucí vlna", i s dívkou jménem "Úplněk", která spolu s Otvíračem škeblí zachránila Sandyho. Při procházce a lovu ryb se Ginger a Úplněk setkávají s obrovskou chobotnicí, která je poté zabita domorodými bojovníky.

### 4.Záchranná výprava
Castanelliho škuner dorazil na druhou stranu Rutuony, a Biggles a ostatní se rozhodli, že se pokusí zachránit Otvírače škeblí. To se jim nakonec podaří, ale cestou se musí vypořádat nejen s divokými psy, ale také s proradnými Castanelliho námořníky, kteří pocházejí ze Solomonských ostrovů.

### 5.Sandyho ostrov
Pomstychtivý Castanelli se pokusí narazit se svým škunerem do Bigglesova hydroplánu, ale poté, co se jim podaří vzlétnout, míří spolu s Otvíračem škeblí a Úplnkem na Sandyho ostrov.

### 6.Dokud lano nepraskne
Po dostatečném odpočinku se vydávají na otevřené moře. Podaří se jim najít místo, kde onehdy zahlédl Sandy perly. Sandy se ve svém speciálním obleku potápí aby nasbíral co nejvíce škeblí. Při posledním sestupu pod hladinu je však napaden chobotnicí, která ho málem zabije. Podaří se mu uniknout jen o vlásek.

### 7.Úžasný objev
O několik dní později, když je Sandy znovu schopný se potápět, loví další škeble. Později na ostrově, když škeble otevírají, naleznou perly mnoha velikostí a tvarů, ale i dvě neobyčejně velké a zbarvené, které podle Sandyho zaplatí nejen celou expedici, ale ještě jim mnoho peněz zůstane. Ginger, Úplněk a Otvírač škeblí později objeví jeskyni se vstupem pod vodou.

### 8.Příšery z hlubin
Při dalším potápění během Sandyho odpočinku, zkouší Ginger překonat svůj rekord v potápění do hloubky. Je však napaden žralokem. Marquesanům se ho sice podařilo zachránit, ale mezitím se přiblížilo mnohem větší nebezpečí. Je to mečoun, který napadne hydroplán. Podaří se mu ho poškodit, stroj nabírá vodu, a tak musí rychle vzlétnout. Ztrácí potápěčský oblek, ale podaří se jim doletět na Sandyho ostrov a vytáhnout stroj na pláž.

### 9. Štěstěna se obrací
Ginger, Úplněk a Otvírač škeblí znovu navštěvují podzemní jeskyni, kterou dříve nalezli. Mezitím se na ostrově zhoršuje počasí. Blíží se velká bouře, a Biggles se po poradě s ostatními rozhodne odletět, jinak bude jejich stroj zničen. Gingera a Marquesany však nemohou nikde najít, tak odlétají na Rutuonu bez nich.

### 10.Co se stalo s Gingerem
Ginger společně s domorodci neměl o příchodu bouře ani tušení až do chvíle, kdy do jejich jeskyně připlul žralok. Z toho ostrované usoudili, že se sem přišel schovat před špatným počasím. Když se dostanou ven z jeskyně, přes ostrov se přežene hurikán, a Ginger přežije jen díky znalostem obou Marquesanů.

### 11.Drsné probuzení
Poté, co hurikán opustil ostrov, přiblížil s k němu Castanelliho škuner. Byl vážně poškozen a zakotvil v laguně. Ginger s Otvíračem škeblí vymysleli plán, jak ukrást Castanelliho záchranný člun. Plán nevyšel, a Ginger byl zajat. Otvírači škeblí se podařilo uniknout.

### 12.Katastrofa
Ráno Castanelli zjišťuje, že jeho člun byl přece jen ukraden - Otvíračem škeblí. Castanelli zuří, a Gingera od jisté smrti zachraňuje jen to, že mu může ukázat naleziště perel. Zatímco Castanelliho posádka dokončuje opravy škuneru, on sám společně s Gingerem odplují na ostrov. Biggles a ostatní v samém spěchu zapomněli nasbírané perly na ostrově a hurikán odkryl místo, kde byly ukryté. Castanelli je objeví. Teď už Gingera nepotřebuje. Proto na něj nechává přivázat kus železa a hodí ho přes palubu.

### 13.Co se stalo na Rutuoně
Mezitím se Biggles, Sandy a Algy prodírají hustou džunglí aby se dostali k vesnici. Když tam dorazí, panuje zde agresivní nálada, a domorodci jsou podivně pomalovaní. Podle Sandyho jsou to válečné barvy. Vstoupili do války s Castanellim. Otvírači škeblí se podařilo dostat ve člunu na Rutuonu, a zalarmovat domorodce. Podaří se jim s obyvateli vytvořit plán. Hydroplán potáhne válečnou kánoi na Sandyho ostrov.

### 14.Z hlubin
Mezitím Úplněk zachrání Gingera, který pod tíhou železa klesá ke dnu. Úplněk vypráví, že byla celou dobu ukrytá na škuneru a všechno sledovala. Ale krátce poté, co se dostanou na ostrov zjišťují, že Castanelli se vrací do laguny. Jsou odhaleni. Posádka se vyloďuje na ostrov a pátrá po nich. Jim se však podaří ukrýt v jejich jeskyni.

### 15.V pasti!
Po nějaké době jsou objeveni jedním z Castanelliho lidí. Úplněk ho ale zneškodní. Castanelli ale zná jejich pozici, a rozhodne se k nim dostat z povrchu pomocí dynamitu.

### 16.Karta se obrací
V tu dobu ale už k ostrovu připlul hydroplán s marqueskou kánoí, a domorodci zneškodnili většinu Castanelliho lidí. Castanelliho samotného sežral žralok, když prchal ke škuneru. Marquesané s chutí potopili jeho loď, a odešli oslavovat své vítězství.

### 17.Překvapení
Sandy, Ginger a ostatní smutní nad ztrátou perel, které byly zničeny spolu s Castanelliho lodí. Jaké je jejich překvapení, když jim Úplněk oznámí, že perly zničeny nebyly. Během doby, kdy se na škuneru schovávala, ukradla perly a hodila je do moře. Proto se také Castanelli vrátil znovu na ostrov. Úplněk vyloví perly z moře a předá je Sandymu.

### 18.Konec dobrodružství
Úplněk a Otvírač škeblí jsou za neocenitelnou pomoc bohatě obdarováni, Sandy zůstává na Tahiti, a Biggles, Ginger a Algy se vrací zpět do Londýna.

## Letadla
- Scud amphibian, obojživelný hornoplošník

## Postavy v této knize
- James "Biggles" Bigglesworth
- Algernon "Algy" Lacey
- Ginger Hebblethwaite
- Sandy Macaster
- Úplněk (orig.:Full Moon)
- Otvírač škeblí (orig.:Shell Breaker)
- Louis Castanelli

## Lokace v této knize
- Londýn, Velká Británie
- Tahiti
- Rutuona (ostrov)
- Vaitie (ostrov)
- Sandyho ostrov